# Taijitu
Taijitu – diagram będący symbolicznym wyobrażeniem taiji, fundamentalnego pojęcia chińskiej filozofii, w szczególności taoistycznej. 
W zachodniej literaturze jest zwykle podpisywany niepoprawnie jako „yin i yang”, co według sinologów, odzwierciedla analityczny charakter filozofii Zachodu, przeciwstawiony orientalnemu holizmowi, który każe widzieć w nim reprezentację jedności - taiji. 
Diagram wyraża ideę, że dwa podstawowe pierwiastki taoistycznej filozofii przenikają się i stanowią nierozerwalną jedność, określaną jako taiji. Nim powstało taiji, z wyodrębnionymi yin i yang, świat znajdował się w stanie wuji.